# Taynaya Bay
Die Taynaya Bay (russisch Бухта Тайная Buchta Tainaja, deutsch ‚Geheimnis-Bucht‘) ist eine, bis auf eine enge Durchfahrt an der Nordseite, komplett umschlossene Bucht an der Ingrid-Christensen-Küste des ostantarktischen Prinzessin-Elisabeth-Lands. In den Vestfoldbergen liegt sie im nördlichen Teil der Langnes-Halbinsel. 
Luftaufnahmen entstanden bei der norwegischen Lars-Christensen-Expedition 1936/37. In der Folge erschien sie auf Landkarten als See. Der US-amerikanische Geograph John Hobbie Roscoe (1919–2007) identifizierte sie 1952 anhand von Luftaufnahmen der Operation Highjump (1946–1947) als Bucht. Weitere Luftaufnahmen entstanden zwischen 1954 und 1958 bei den Australian National Antarctic Research Expeditions sowie 1956 durch Wissenschaftler einer sowjetischen Antarktisexpedition, welche auch die Benennung vornahmen. Das Advisory Committee on Antarctic Names übertrug die russische Benennung 1970 in einer Teilübersetzung ins Englische.